# 2015년 미스코리아
2015년 미스코리아는 2015년 7월 10일 서울특별시 유니버설 아트센터에서 열리는 59번째 미스코리아 선발대회이다. 이번 대회부터 참가 연령이 1년 연장되고 직장 연고가 폐지되었다. 또한 미스코리아 진(眞) 당선자 상금이 5천만원으로 늘어났으며, 일부 지역 대회는 기존의 진, 선, 미 방식을 폐지하고 오디션 형식으로 선발하여 Top 3와 특별상 수상자가 본선에 진출한다. 기존의 진, 선, 미 방식으로 선발된 지역 대회 수상자들도 본선에서는 지역 대회 타이틀을 없앤다. MBC 플러스(MBC 에브리원 · MBC 뮤직 · MBC 퀸)으로 중계하여, 이재용, 유예빈이 진행을 맡았다.

## 지역 예선

### 국내

#### 부산˙울산
- 일시 및 장소: 2015년 4월 21일 오후 7시 부산광역시 해운대그랜드호텔[1]
- 진(眞): 류정아 (시드니 대학교 약학과)
- 선(善): 조수아 (경남정보대학교 항공관광과 졸업)
- 미(美): 안혜령 (동국대학교 연극학부)

#### 경남
- 일시 및 장소: 2015년 4월 28일 오후 7시 경상남도 창원시 시티세븐풀만호텔[2]
- 진(眞): 김규리 (창원대학교 산업디자인학과)
- 선(善): 김나현 (위덕대학교 항공관광학과)
- 미(美): 손소희 (부산외국어대학교 영어학부)
- 특별상: 박예림 (경남대학교 영어학과), 조예진 (신라대학교 국어교육과)

#### 서울
- 일시 및 장소: 2015년 5월 4일 서울특별시 올림픽파크텔
- Top 3: 유정인 (이화여자대학교 정책과학대학원), 장우정 (성균관대학교 글로벌경제학과 졸업), 전하린 (세종대학교 영화예술학과)
- 특별상: 강지수 (건국대학교 신문방송학과), 조도람 (성균관대학교 연기예술학과)

#### 경기
- 일시 및 장소: 2015년 5월 7일 경기도 안양시 라프로메사웨딩홀[3]
- 진(眞): 이민지 (성신여자대학교 성악과)
- 선(善): 김승혜 (동덕여자대학교 모델과)
- 미(美): 정수진 (단국대학교 무용학과)

#### 전라˙제주
- 일시 및 장소: 2015년 5월 10일 광주광역시 김대중컨벤션센터
- Top 3: 김예린 (검정고시), 소아름 (한영대학 호텔관광과 졸업), 염지영 (전남과학대학교 방송모델과 졸업)
- 특별상: 권세란 (서울종합예술학교 쇼호스트학과), 김나현 (광주보건대학교 치위생학과 졸업)

#### 충북˙세종
- 일시 및 장소: 2015년 5월 15일 충청북도 청주시 라마다호텔
- 진(眞): 연서영 (고려대학교 영어영문학과)
- 선(善): 김정진 (공주대학교 화학과)
- 미(美): 이윤정 (건국대학교 경영학과)
- 특별상: 신지수 (명지전문대학 연극영상학과)

#### 인천
- 일시 및 장소: 2015년 5월 16일 인천광역시 인천경제자유구역청
- 진(眞): 박지원 (연세대학교 신문방송학과)
- 선(善): 권예진 (인천재능대학교 항공서비스과)
- 미(美): 신예진 (성신여자대학교 미디어영상연기학과)

#### 경북
- 일시 및 장소: 2015년 5월 17일 경상북도 영덕군 축산항 특설무대
- 진(眞): 권하경 (이화여자대학교 체육과학부)
- 선(善): 도은비 (서일대학교 연극과)
- 미(美): 이혜원 (대구가톨릭대학교 스페인어과 졸업)
- 특별상: 정수현 (대경대학교 모델학과)

#### 대전˙충남
- 일시 및 장소: 2015년 5월 21일 대전광역시 호텔ICC
- 진(眞): 박현진 (백석문화대학교 항공서비스과)
- 선(善): 강모라 (호서대학교 경제학과)
- 미(美): 김선애 (단국대학교 중국어과)
- 특별상: 장혜은 (숙명여자대학교 무용학과)

#### 대구
- 일시 및 장소: 2015년 5월 24일 대구광역시 두류공원 두류야구장 특설무대
- 진(眞): 박아름 (아이오와 대학교 심리학과)
- 선(善): 오승현 (영남대학교 경영학과)
- 미(美): 도유리 (영남대학교 성악과)
- 특별상: 김고은 (대경대학교 모델과), 박햇살 (계명대학교 무용학과), 최명경 (계명대학교 무용학과)

#### 강원
- 일시 및 장소: 2015년 5월 27일 강원도 원주시 백운아트홀
- 진(眞): 유경원 (홍익대학교 법학과)
- 선(善): 김소연 (건국대학교 음악교육과)
- 미(美): 한다영 (상지대학교 한의학과)

### 국외

#### USA
- 일시 및 장소: 2015년 5월 19일 미국 캘리포니아주 리버사이드 군 팜스프링스 판타지 스프링스 리조트
- Top 3: 안리나 (Mt. 샌앤토니오 대학교 커뮤니케이션즈), 정엔젤 (캘리포니아 대학교 버클리 통합생물학과), 한호정 (조지아 주립 대학교 호텔경영학과)
- 특별상: 신은혜 (캘리포니아 대학교 어바인 인지심리학과)

#### 중국
- 일시 및 장소: 2015년 5월 19일 중화인민공화국 상하이시 훙차오 메리어트 호텔 그랜드볼룸
- 진(眞): 백서아
- 선(善): 이주의
- 미(美): 김민선, 최미향

#### 일본
- 일시 및 장소: 2015년 5월 29일 일본 도쿄도 신주쿠구 K-스테이지 O!
- 진(眞): 연유정 (조선대학교 방송학과)
- 선(善): 김송자 (유타 대학교 경제학과)
- 미(美): 이다혜 (분카패션대학 의상학과), 이정서 (세이신 여자대학 영문과)

## 본선
- 일시 및 장소: 2015년 7월 10일 오후 7시 서울특별시 유니버설 아트센터

### 수상자
- 진(眞) : 20번 이민지 (경기)
- 선(善) : 1번 김정진 (충북-세종), 14번 김예린 (전라-제주)
- 미(美) : 30번 박아름 (대구), 7번 소아름 (전라-제주), 28번 최명경 (대구), 23번 한호정 (USA)
- 우정상 : 8번 손소희 (경남)
- 인기상 : 19번 안혜령 (부산-울산)

### 후보자

#### 1차 심사
| 지역대회  | 지역대회 | 이름      | 나이 | 학력                                  | 합격 여부 | 비고          |
| --------- | -------- | --------- | ---- | ------------------------------------- | --------- | ------------- |
| 강원      | 진(眞)   | 36 유경원 | 23세 | 홍익대학교 법학과                     | X         |               |
| 강원      | 선(善)   | 22 김소연 | 23세 | 건국대학교 음악교육과                 | X         |               |
| 강원      | 미(美)   | 한다영    | 21세 | 상지대학교 한의학과                   | X         | 불참          |
| 경기      | 진(眞)   | 12 이민지 | 22세 | 성신여자대학교 성악과                 | O         |               |
| 경기      | 선(善)   | 5 김승혜  | 19세 | 동덕여자대학교 모델과                 | X         |               |
| 경기      | 미(美)   | 6 정수진  | 24세 | 단국대학교 무용학과                   | X         |               |
| 경남      | 진(眞)   | 34 김규리 | 22세 | 창원대학교 산업디자인학과             | O         |               |
| 경남      | 선(善)   | 18 김나현 | 22세 | 위덕대학교 항공관광학과               | X         |               |
| 경남      | 미(美)   | 7 손소희  | 22세 | 부산외국어대학교 영어학부             | O         |               |
| 경남      | 특별상   | 50 박예림 | 24세 | 경남대학교 영어학과                   | O         |               |
| 경남      | 특별상   | 15 조예진 | 20세 | 신라대학교 국어교육과                 | O         |               |
| 경북      | 진(眞)   | 23 권하경 | 23세 | 이화여자대학교 체육과학부             | O         |               |
| 경북      | 선(善)   | 4 도은비  | 22세 | 서일대학교 연극과                     | O         |               |
| 경북      | 미(美)   | 1 이혜원  | 24세 | 대구가톨릭대학교 스페인어과 졸업      | X         |               |
| 경북      | 특별상   | 29 정수현 | 23세 | 대경대학교 모델학과                   | O         |               |
| 대구      | 진(眞)   | 19 박아름 | 24세 | 아이오와 대학교 심리학과              | O         |               |
| 대구      | 선(善)   | 47 오승현 | 25세 | 영남대학교 경영학과                   | X         |               |
| 대구      | 미(美)   | 49 도유리 | 21세 | 영남대학교 성악과                     | X         |               |
| 대구      | 특별상   | 8 김고은  | 20세 | 대경대학교 모델과                     | X         |               |
| 대구      | 특별상   | 35 박햇살 | 23세 | 계명대학교 무용학과                   | X         | 중도하차      |
| 대구      | 특별상   | 14 최명경 | 21세 | 계명대학교 무용학과                   | O         |               |
| 대전-충남 | 진(眞)   | 2 박현진  | 24세 | 백석문화대학교 항공서비스과           | X         | 중도하차      |
| 대전-충남 | 선(善)   | 39 강모라 | 22세 | 호서대학교 경제학과                   | O         |               |
| 대전-충남 | 미(美)   | 41 김선애 | 23세 | 단국대학교 중국어과                   | O         |               |
| 대전-충남 | 특별상   | 장혜은    | 25세 | 숙명여자대학교 무용학과               | X         | 불참          |
| 부산-울산 | 진(眞)   | 28 류정아 | 21세 | 시드니 대학교 약학과                  | X         |               |
| 부산-울산 | 선(善)   | 13 조수아 | 24세 | 경남정보대학교 항공관광과 졸업        | X         |               |
| 부산-울산 | 미(美)   | 21 안혜령 | 22세 | 동국대학교 연극학부                   | O         |               |
| 서울      | Top 3    | 45 유정인 | 24세 | 이화여자대학교 정책과학대학원         | O         |               |
| 서울      | Top 3    | 48 장우정 | 25세 | 성균관대학교 글로벌경제학과 졸업      | O         |               |
| 서울      | Top 3    | 37 전하린 | 20세 | 세종대학교 영화예술학과               | O         |               |
| 서울      | 특별상   | 40 강지수 | 24세 | 건국대학교 신문방송학과               | O         |               |
| 서울      | 특별상   | 42 조도람 | 22세 | 성균관대학교 연기예술학과             | X         |               |
| 인천      | 진(眞)   | 17 박지원 | 23세 | 연세대학교 신문방송학과               | X         |               |
| 인천      | 선(善)   | 32 권예진 | 20세 | 인천재능대학교 항공서비스과           | O         |               |
| 인천      | 미(美)   | 26 신예진 | 20세 | 성신여자대학교 미디어영상연기학과     | O         |               |
| 전라-제주 | Top 3    | 11 김예린 | 19세 | 검정고시                              | O         |               |
| 전라-제주 | Top 3    | 9 소아름  | 22세 | 한영대학 호텔관광과 졸업              | O         |               |
| 전라-제주 | Top 3    | 30 염지영 | 20세 | 전남과학대학교 방송모델과 졸업        | O         |               |
| 전라-제주 | 특별상   | 33 권세란 | 20세 | 서울종합예술학교 쇼호스트학과         | O         |               |
| 전라-제주 | 특별상   | 43 김나현 | 24세 | 광주보건대학교 치위생학과 졸업        | X         |               |
| 충북-세종 | 진(眞)   | 20 연서영 | 21세 | 고려대학교 영어영문학과               | O         |               |
| 충북-세종 | 선(善)   | 44 김정진 | 20세 | 공주대학교 화학과                     | O         |               |
| 충북-세종 | 미(美)   | 24 이윤정 | 25세 | 건국대학교 경영학과                   | X         |               |
| 충북-세종 | 특별상   | 46 신지수 | 21세 | 명지전문대학 연극영상학과             | O         |               |
| USA       | Top 3    | 3 안리나  | 21세 | Mt. 샌앤토니오 대학교 커뮤니케이션즈  | O         |               |
| USA       | Top 3    | 27 정엔젤 | 23세 | 캘리포니아 대학교 버클리 통합생물학과 | O         |               |
| USA       | Top 3    | 10 한호정 | 24세 | 조지아 주립 대학교 호텔경영학과       | O         |               |
| USA       | 특별상   | 38 신은혜 | 23세 | 캘리포니아 대학교 어바인 인지심리학과 | O         |               |
| 일본      | 진(眞)   | 16 연유정 | 22세 | 조선대학교 방송학과                   | X         |               |
| 일본      | 선(善)   | 김송자    | 25세 | 유타 대학교 경제학과                  | X         | 불참          |
| 일본      | 미(美)   | 이다혜    | 23세 | 분카패션대학 의상학과                 | X         | 참가자격 없음 |
| 일본      | 미(美)   | 이정서    | 23세 | 세이신 여자대학 영문과                | X         | 참가자격 없음 |
| 중국      | 진(眞)   | 25 백서아 |      |                                       | X         |               |
| 중국      | 선(善)   | 31 이주의 |      |                                       | X         |               |
| 중국      | 미(美)   | 김민선    |      |                                       | X         | 참가자격 없음 |
| 중국      | 미(美)   | 최미향    |      |                                       | X         | 참가자격 없음 |

#### 최종 후보
| 참가번호 | 지역대회  | 이름   | 나이                   | 신체사항                    | 학력                                  | 수상                  | 비고 |
| -------- | --------- | ------ | ---------------------- | --------------------------- | ------------------------------------- | --------------------- | ---- |
| 1        | 충북-세종 | 김정진 | 1994년 5월 30일(30세)  | 172cm / 57Kg / 34-24-35     | 공주대학교 화학과                     | 선(善) 넵스           |      |
| 2        | 서울      | 유정인 | 24세                   | 171cm / 53Kg / 34-24-34     | 이화여자대학교 정책과학대학원         |                       |      |
| 3        | 충북-세종 | 신지수 | 21세                   | 176cm / 52Kg / 34-23-35     | 명지전문대학 연극영상학과             |                       |      |
| 4        | 충북-세종 | 연서영 | 21세                   | 171cm / 55Kg / 34-24-36     | 고려대학교 영어영문학과               |                       |      |
| 5        | 서울      | 강지수 | 24세                   | 171cm / 48Kg / 33-24-33     | 건국대학교 신문방송학과               |                       |      |
| 6        | 전라-제주 | 권세란 | 20세                   | 168cm / 52Kg / 34-24-36     | 서울종합예술학교 아나운서쇼호스트학과 |                       |      |
| 7        | 전라-제주 | 소아름 | 1993년 12월 24일(31세) | 175cm / 54Kg / 34-24-36     | 한영대학 호텔관광과 졸업              | 미(美) 조이너스       |      |
| 8        | 경남      | 손소희 | 22세                   | 178cm / 59Kg / 35-24-35     | 부산외국어대학교 영어학부             | 우정상                |      |
| 9        | 경남      | 조예진 | 20세                   | 178cm / 59Kg / 35-24-35     | 신라대학교 국어교육과                 |                       |      |
| 10       | 서울      | 장우정 | 25세                   | 173.8cm / 53.2Kg / 34-23-35 | 성균관대학교 글로벌경제학과 졸업      |                       |      |
| 11       | 전라-제주 | 염지영 | 20세                   | 170.3cm / 47.8Kg / 34-24-34 | 전남과학대학교 방송모델과 졸업        |                       |      |
| 12       | 경북      | 정수현 | 23세                   | 170cm / 50.1Kg / 35-25-35   | 대경대학교 모델학과                   |                       |      |
| 13       | 서울      | 전하린 | 20세                   | 172.3cm / 54Kg / 35-24-36   | 세종대학교 영화예술학과               |                       |      |
| 14       | 전라-제주 | 김예린 | 1995년 10월 6일(29세)  | 171.8cm / 54.2Kg / 33-23-35 | 검정고시                              | 선(善) 네이처리퍼블릭 |      |
| 15       | 대전-충남 | 강모라 | 22세                   | 174.6cm / 53Kg / 34-24-35   | 호서대학교 경제학과                   |                       |      |
| 16       | 인천      | 권예진 | 20세                   | 171.4cm / 54.3Kg / 34-24-36 | 인천재능대학교 항공서비스과           |                       |      |
| 17       | USA       | 정엔젤 | 23세                   | 165.1cm / 45.4Kg / 34-23-35 | 캘리포니아 대학교 버클리 통합생물학과 |                       |      |
| 18       | 경남      | 김규리 | 22세                   | 173.9cm / 52.7Kg / 34-23-35 | 창원대학교 산업디자인학과             |                       |      |
| 19       | 부산-울산 | 안혜령 | 22세                   | 174.7cm / 51.4Kg / 34-24-35 | 동국대학교 연극학부                   | 인기상                |      |
| 20       | 경기      | 이민지 | 24세                   | 172cm / 50.8Kg / 34-25-36   | 성신여자대학교 성악과                 | 진(眞)                |      |
| 21       | USA       | 안리나 | 21세                   | 164.5cm / 52.1Kg / 32-25-34 | Mt. 샌앤토니오 대학교 커뮤니케이션즈  |                       |      |
| 22       | 경북      | 권하경 | 22세                   | 172.7cm / 52.5Kg / 34-25-36 | 이화여자대학교 체육과학부             |                       |      |
| 23       | USA       | 한호정 | 1991년 8월 20일(33세)  | 171.3cm / 56.2Kg / 33-24-36 | 조지아 주립 대학교 호텔경영학과       | 미(美) 레삐           |      |
| 24       | 경남      | 박예림 | 24세                   | 167.4cm / 51.8Kg / 34-25-35 | 경남대학교 영어학과                   |                       |      |
| 25       | USA       | 신은혜 | 23세                   | 161.9cm / 49.3Kg / 34-25-36 | 캘리포니아 대학교 어바인 인지심리학과 |                       |      |
| 26       | 인천      | 신예진 | 20세                   | 166.8cm / 46.6Kg / 32-24-35 | 성신여자대학교 미디어영상연기학과     |                       |      |
| 27       | 경북      | 도은비 | 21세                   | 174.3cm / 55.7Kg / 33-25-36 | 서일대학 연극과                       |                       |      |
| 28       | 대구      | 최명경 | 21세                   | 170.1cm / 51.5Kg / 35-25-36 | 계명대학교 무용학과                   | 미(美) 인코코         |      |
| 29       | 대전-충남 | 김선애 | 23세                   | 169.6cm / 48.4Kg / 35-24-35 | 단국대학교 중국어과                   |                       |      |
| 30       | 대구      | 박아름 | 1991년 5월 9일(33세)   | 168cm / 48.9Kg / 34-24-36   | 아이오와 대학교 심리학과              | 미(美) 인제스피디움   |      |